# Saint-Jean-de-Braye

Saint-Jean-de-Braye este o comună în departamentul Loiret din centrul Franței. În 1 ianuarie 2022 avea o populație de 22.088 de locuitori.